# Bedmond
Bedmond – wieś w Anglii, w hrabstwie Hertfordshire, w dystrykcie Three Rivers. Leży 25 km na zachód od miasta Hertford i 31 km na północny zachód od centrum Londynu.